# Kleinleinungen
Kleinleinungen là một đô thị thuộc huyện Mansfeld-Südharz, Sachsen-Anhalt, Đức. Đô thị Kleinleinungen có diện tích 3,31 km², dân số thời điểm ngày 31 tháng 12 năm 2006 là 138 người.